# Chindini
Chindini är en ort i Komorerna.   Den ligger i distriktet Grande Comore, i den västra delen av landet, 30 km sydost om huvudstaden Moroni. Chindini ligger 114 meter över havet och antalet invånare är 1 471. Den ligger på ön Grande Comore.
Terrängen runt Chindini är huvudsakligen kuperad, men åt sydväst är den platt. Havet är nära Chindini åt sydost.  Närmaste större samhälle är Foumbouni, 6,6 km norr om Chindini. 